# Sankt Sebastian (Germania)
Sankt Sebastian è un comune di 2.486 abitanti della Renania-Palatinato, in Germania.
Appartiene al circondario (Landkreis) di Mayen-Coblenza (targa MYK) ed è parte della comunità amministrativa (Verbandsgemeinde) di Weißenthurm.